# Пархитько, Всеволод Петрович
Все́волод Петро́вич Пархитько (23 января 1927, Киев — 25 ноября 2001, Москва) — советский и российский юрист, специалист по международному праву и проблемам использования ядерной энергии; доктор юридических наук, профессор кафедры международного права РУДН; старший научный сотрудник Института государства и права РАН (1989); главный редактор «Московского журнала международного права» (1987—1998); президент Российской ассоциации ядерного права (2001).

## Биография
Всеволод Пархитько родился в Киеве 23 января 1927 года; в 1944 году он был направлен на обучение в Москву, в МГИМО МИД СССР. Кроме того, он учился на факультете чешской филологии в Карлова университете в Праге. После войны, в 1949 году, стал выпускником международно-правового факультета МГИМО.
Продолжил образование на факультете чешской филологии в Карловом университете (Прага).
В 1967 году он защитил в МГИМО кандидатскую диссертацию, выполненную под научным руководством В. Б. Боровикова (по другим данным — под руководством Всеволода Дурденевского, а затем профессора Александра Пирадова), по теме «Международное агентство по атомной энергии (Международно-правовые вопросы структуры и деятельности)».
Пархитько работал инструктором в ЦК ВЛКСМ и являлся сотрудником в Государственном комитете СССР по изобретениям. Кроме того, он состоял сотрудником целого ряда газет, включая газету «Комсомольская правда», газету «Советская Россия» и газету «Московский комсомолец» (с 1952 по 1955 год); сотрудничал с журналами «Всемирные студенческие новости», выходившем в Праге и с журналом «Проблемы мира и социализма», также выходившем в чешской столице (являлся редактором в 1982—1985 годах). Писал статьи для таких изданий как «Атомная энергия» и «США»; в качестве корреспондента данных изданий побывал в более чем шестидесяти странах мира.
Помимо этого, Пархитько являлся помощником председателя президиума Верховного Совета СССР Андрея Громыко и, одновременно, преподавателем в целом ряде университетов Москвы: работал в МГИМО, в Дипломатической академии МИД СССР/РФ, преподавал в Академии внешней торговли и в Финансовом университете, являлся профессором Российского университета дружбы народов (РУДН). Читал лекции за пределами СССР: в Калифорнийском университете, в Каирском университете, в Гарвардской школе права, в Кентском университете, в Оксфордском университете, в Университете Варшавы и в парижской Сорбонне. В 1989 году стал старшим научным сотрудником в Института государства и права (ИГП) АН СССР / РАН.
В период распада СССР, с 1987 по 1998 год, Пархитько занимал пост главного редактора научного издания «Советский журнал международного права» (позднее — «Московский журнал международного права»). Затем, в 1998—2000 годах, он состоял главным редактором журнала «Международное право — International Law». В 2000 году он был избран академиком Международной академии информатизации, а в следующем году — занял пост президента Российской ассоциации ядерного права. В 2001 году получил юридическую премию имени Гуго Гроция в номинации «Заслуженный российский ветеран международного права».
Скончался 25 ноября 2001 года, похоронен в Москве на Новокунцевском кладбище.

## Работы
Всеволод Пархитько являлся автором и соавтором более сотни научных работ (и более пяти сотен статей); он специализировался на международном ядерном праве, включая проблемы деятельности МАГАТЭ и вопросы контроля за использованием ядерной энергии:
- Международное ядерное право / В. П. Пархитько, канд. юрид. наук ; Всесоюз. о-во «Знание». Науч.-метод. совет по пропаганде знаний о государстве и праве. — Москва : Знание, 1972. — 53 с.;
- Основные Международно-правовые аспекты структуры и деятельности МАГАТЭ (К 10-летию разработки Устава МАГАТЭ) // Советское государство и право. 1966. № 11;
- Выработка в 1965—1968 гг. демократических принципов статьи VI Устава Международного агентства по атомной энергии (Вопрос о составе одного из руководящих органов агентства — Совета управляющих) // Ученые записки Московского института международных отношений. 1969. Выл. 1;
- Великий Октябрь и международное право: Научная конференция юристов-международников / В. Пархитько // Советский ежегодник международного права. 1968 = Soviet year-book of international law. 1968 / Советская Ассоциация международного права. — М.: Наука, 1969. — С. 364—368.
- Органы по контролю за использованием ядерной энергии // США — Экономика, политика, идеология. 1973. № 12;
- Современное состояние и будущее международного ядерного права: Некоторые штрихи // Московский журнал международного права. 2000. № 3.

## Награды
- Орден Дружбы народов[3].
- Медаль «Ветеран труда»[3].
- Иностранные государственные награды: польские, немецкие, чешские и венгерские[2].
- В 2001 году стал лауреатом международной премии Гуго Гроция в номинации «Заслуженный российский ветеран международного права» посмертно[нет в источнике][3].

## Известные цитаты
«Я считаю, что во главе нашего государства должны находиться люди, понимающие значение международных договоров и конвенций, имеющие представление, зачем создаются международные организации, знающие, что любая международная договоренность между странами охраняется соглашением или договором. Иными словами, международное право для людей, занимающихся большой политикой, должно стать не отвлеченной теоретической дисциплиной, но руководством в их повседневной деятельности. Без этого России будет трудно удержаться в строю великих держав»

## Дополнительная информация
- В студенческие годы становился чемпионом Москвы среди учащихся ВУЗов и техникумов по боксу.
- В качестве преподавателя принимал участие в подготовке ряда выдающихся советских и российских дипломатов, среди его студентов были А. В. Торкунов и С. В. Лавров.